# Анісімкін Іван Георгійович
Іван Георгійович Анісімкін (14 грудня 1909, місто Луганськ — ?) — радянський узбецький діяч, секретар ЦК КП Узбекистану. Депутат Верховної ради Узбецької РСР 4—10-го скликань.

## Життєпис
З 1926 року — конвеєрник, машиніст врубової машини, нормувальник, слюсар, начальник зміни, технорук Сталінського (Донецького) азотно-тукового заводу. Член ВКП(б).
З 1941 року — змінний інженер, технорук, начальник цеху Ташкентського азотного комбінату.
У 1954—1958 роках — директор Чирчицького електрохімічного комбінату Узбецької РСР.
У 1958—1964 роках — начальник Головного управління хімічної промисловості Середньоазіацької Ради народного господарства.
29 серпня 1964 — 29 березня 1985 року — секретар ЦК КП Узбекистану з питань промисловості.
З березня 1985 року — на пенсії.

## Нагороди
- орден Леніна (1957)
- орден Жовтневої Революції (1971)
- три ордени Трудового Червоного Прапора (1965, 1973, 1984)
- орден Дружби народів (13.12.1979)
- орден Червоної зірки (8.05.1943)
- медалі